# Nižná Boca
Nižná Boca és un poble i municipi d'Eslovàquia que es troba a la regió de Žilina, al centre-nord del país.

## Història
La primera menció escrita de la vila es remunta al 1350.

## Demografia
| Godina             | 1994 | 2004   | 2014   | 2024   |
| ------------------ | ---- | ------ | ------ | ------ |
| Nombre de persones | 189  | 178    | 164    | 155    |
| Diferència         |      | −5,82% | −7,86% | −5,48% |

| Godina             | 2023 | 2024   |
| ------------------ | ---- | ------ |
| Nombre de persones | 158  | 155    |
| Diferència         |      | −1,89% |